# Constantin Guys

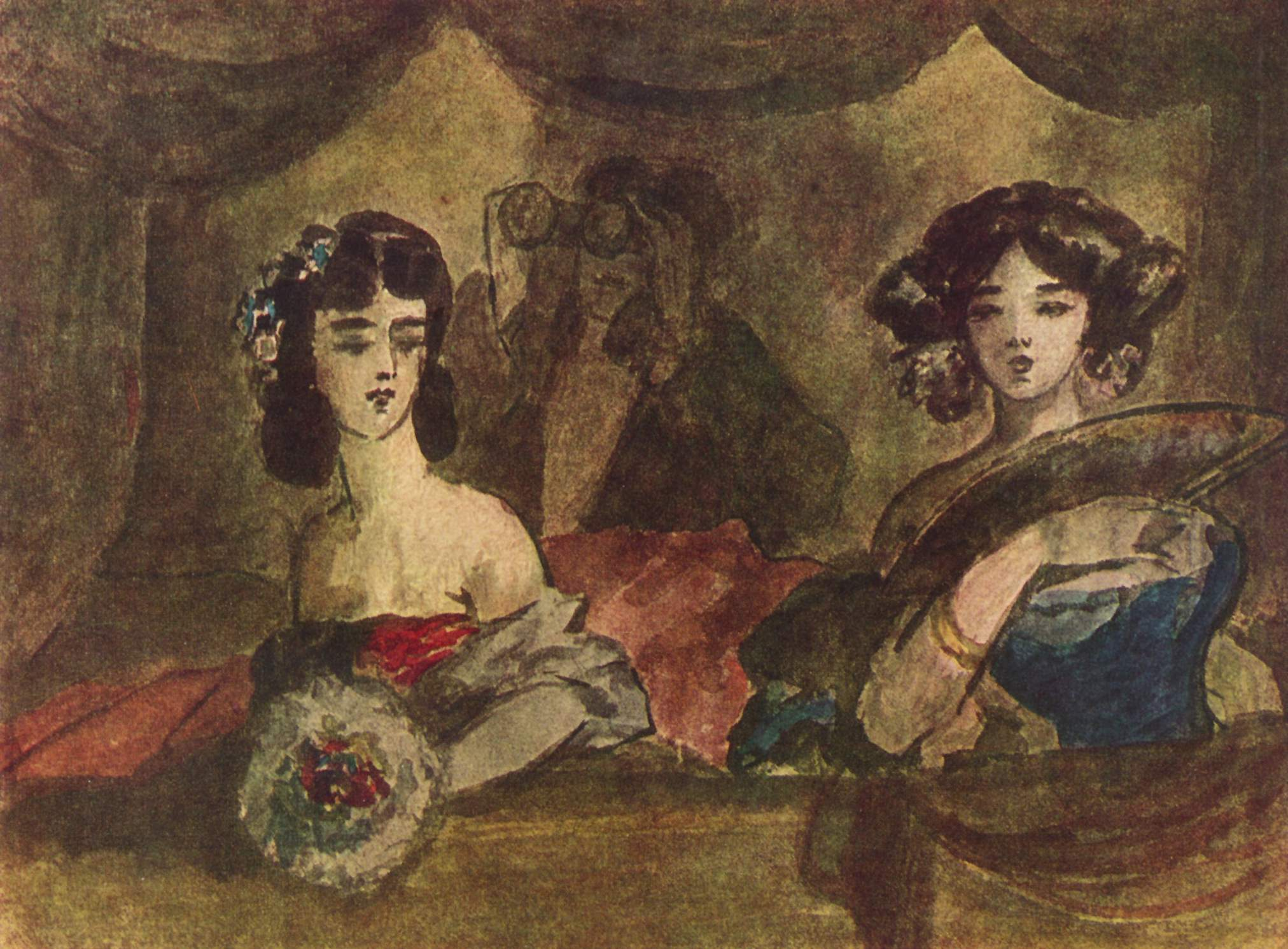
En el palco, de Constantin Guys.

Constantin Guys, Ernest-Adolphe-Hyacinthe-Constantin (Flesinga, 3 de diciembre de 1802 - París, 1892) fue un dibujante y pintor francés.

## Vida
Hijo de un comisario de Marina, debutó en la carrera militar, llegando a ser corresponsal de guerra en la guerra de Crimea. Hacia 1830 adquirió notoriedad en el ámbito de las artes, por sus dibujos y litografías. Toda su vida permaneció fiel a estos dos modos de expresión, que le permitieron convertirse en un brillante cronista de la vida de su época. A él está dedicado el poema Sueño parisino, escrito por Charles Baudelaire y aparecido en su libro Las flores del mal.
Charles Baudelaire escribió acerca de su obra en su libro El pintor de la vida moderna, que puede ser considerado como un ensayo o como un elogio, en el cual define de manera notoria la noción de modernidad.